# Джоунс (окръг, Южна Дакота)
Вижте пояснителната страница за други населени места с името Джоунс.
Окръг Джоунс (на английски: Jones County) е окръг в щата Южна Дакота, Съединени американски щати. Площта му е 2517 km², а населението - 936 души (2017). Административен център е град Мърдо.